# Theophil Spoerri
Theophil Spoerri (La Chaux-de-Fonds, 10 giugno 1890 – Caux, 24 dicembre 1974) è stato un filologo svizzero di lingue romanze, esponente della critica stilistica.
Era zio materno dell'artista Daniel Spoerri, che adottò alla morte del padre, dandogli il cognome, nel 1942.

## Biografia
Studiò a Zurigo, Berna, Siena e Parigi. Fu rettore dell'Università di Zurigo dal 1948 al 1950 e pubblicò diversi saggi su Dante Alighieri.  Nel 1940 fu fondatore e primo presidente della Lega del Gottardo (Gotthard-Bund), un movimento che si batteva contro la crescente influenza del nazionalsocialismo in Svizzera.

## Opere principali
- Renaissance und Barock bei Ariost und Tasso, Bern, Haupt, 1922
- Präludium zur Poesie. Einführung in die Deutung des dichterischen Kunstwerkes, Berlin,   Furche-Verl, 1929
- Französische Metrik, München, Hueber, 1929
- Struktur des Danteschen Weltbildes, Zurich, Orell Fussli, 1949
- Dante und die europäische Literatur, Stuttgart, Kohlhammer, 1963
- La dynamique du silence: Frank Buchman aujourd'hui, Lucerne, Editions de Caux, 1972
- Introduzione alla Divina Commedia, Milano, Mursia, 1974